# Kitab al-Ujun
Kitab al-Ujun (arabsko كتاب العيون والحدائق في أخبار الحقائق, latinizirano: kitab aleuyun walhadayiq fi 'akhbar alhaqayiq, dob. 'Knjiga oči in vrtov v novicah o dejstvih') je arabska kronika, ki zajema muslimansko zgodovino do leta 961. Avtor dela je neznan, besedilo pa je bilo napisano verjetno v poznem 11. stoletju. 
Vsebina Kitab al-Ujun je organizirana po vladavinah zaporednih kalifov in je ohlapno zapisana na letopisni način. Večino dela sestavljajo izbori iz zgodovin al-Tabarija, al-Masudija, Ibn Miskavejha in al-Farganija, vključuje pa tudi sicer izgubljeno gradivo iz številnih drugih virov, zlasti egipčanskih in severnoafriških avtorjev. 
Ohranila sta se le tretji in četrti zvezek dela. Tretji zvezek, ki zajema obdobje od začetka vladavine omajadskega kalifa al-Valida (vladal 705–715) do smrti abasidskega kalifa Al Mutasima (umrl 842), sta izdala Michael Jan de Goeje in Pieter de Jong leta 1869. Četrti zvezek, ki ga je izdal Omar Saïdi leta 1972, je ohranjen šele od 47. strani naprej in se torej začne leta 870 med vladavino al-Muhtadija (vladal 869–870) in se nadaljuje do leta 961.